# Bibliotheca chemica curiosa
Bibliotheca chemica curiosa (en latín «Biblioteca química curiosa») es una colección de textos alquímicos publicados por primera vez en latín, en Ginebra, en el año 1702 por Chouet y editados por Jean-Jacques Manget.

## Contenido
Es un trabajo en dos volúmenes, cada uno con más de 900 páginas, y contiene 143 textos en total, lo que lo convierte en una de las colecciones más completas de textos alquímicos, además del Theatrum chemicum.
Se basa en reimpresiones de publicaciones anteriores, como el Theatrum chemicum y el Theatrum chemicum britannicum.
El título completo en latín que figura en la portada, incluido el nombre del editor, es el siguiente: Jo. Jacobi Mangeti, Medicinae Doctoris, Et Sereniss. ac Potentiss. Regis Prussiae Archiatri, Bibliotheca Chemica Curiosa, Seu Rerum ad Alchemiam pertinentium Thesaurus Instructissimus : Quo non tantùm Artis Auriferae, Ac Scriptorum in ea Nobiliorum Historia traditur ; Lapidis Veritas Argumentis & Experimentis innumeris, immò & Juris Consultorum Judiciis evincitur ; Termini obscuriores explicantur ; Cautiones contra Impostores, & Difficultates in Tinctura Universali conficienda occurentes, declarantur : Verùm etiam Tractatus Omnes Virorum Celebriorum, qui in Magno sudarunt Elixyre, quíque ab ipso Hermete, ut dicitur, Trismegisto, ad nostra usque Tempora de Chrysopoea scripserunt, cum praecipuis suis Commentariis, concinno Ordine dispositi exhibentur. Ad quorum omnium Illustrationem additæ sunt quamplurimæ Figuræ æneæ

## Galería

Retrato de Jean-Jaques Manget en la Bibliotheca chemica curiosa
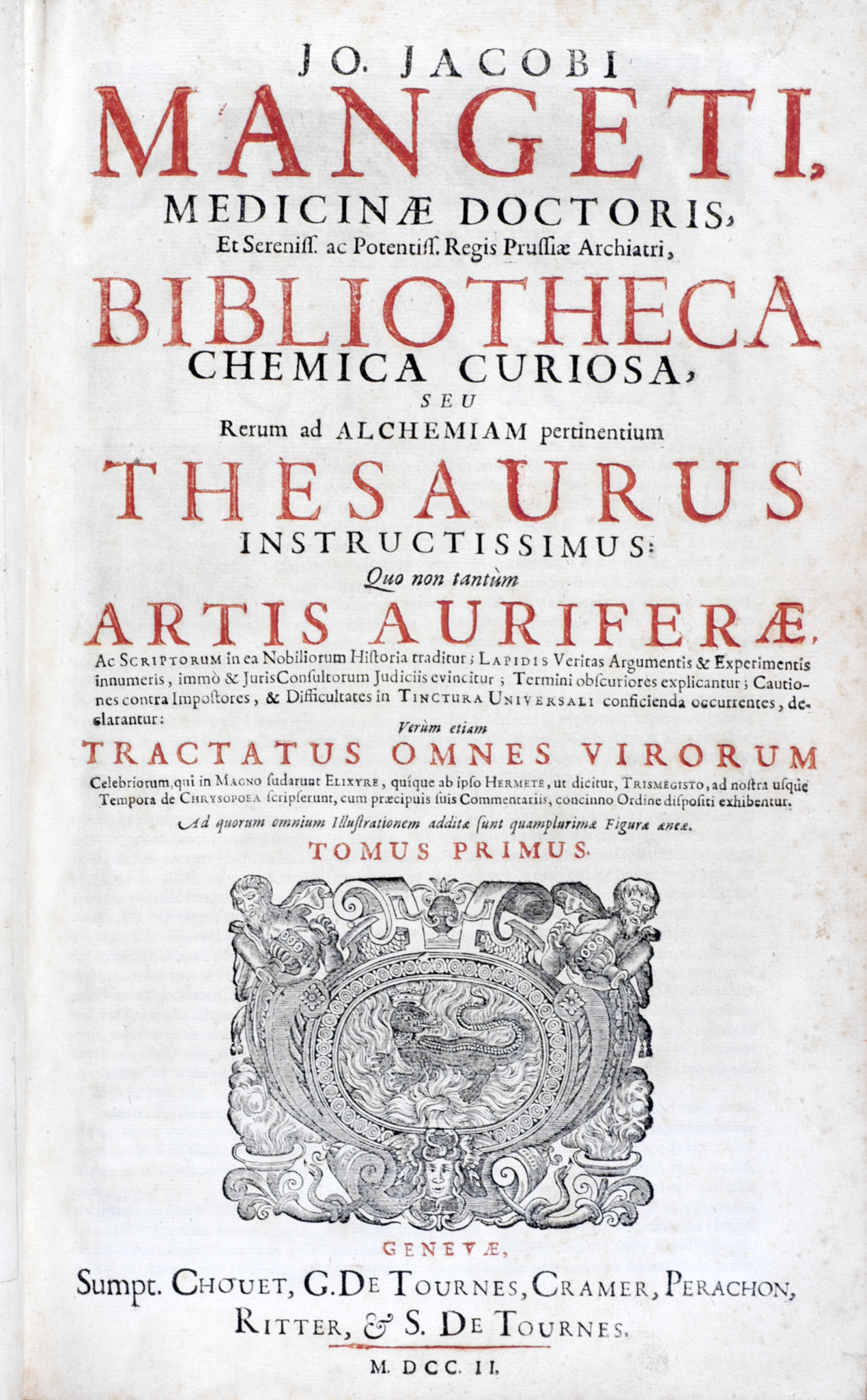
Portada del “tomus primus”
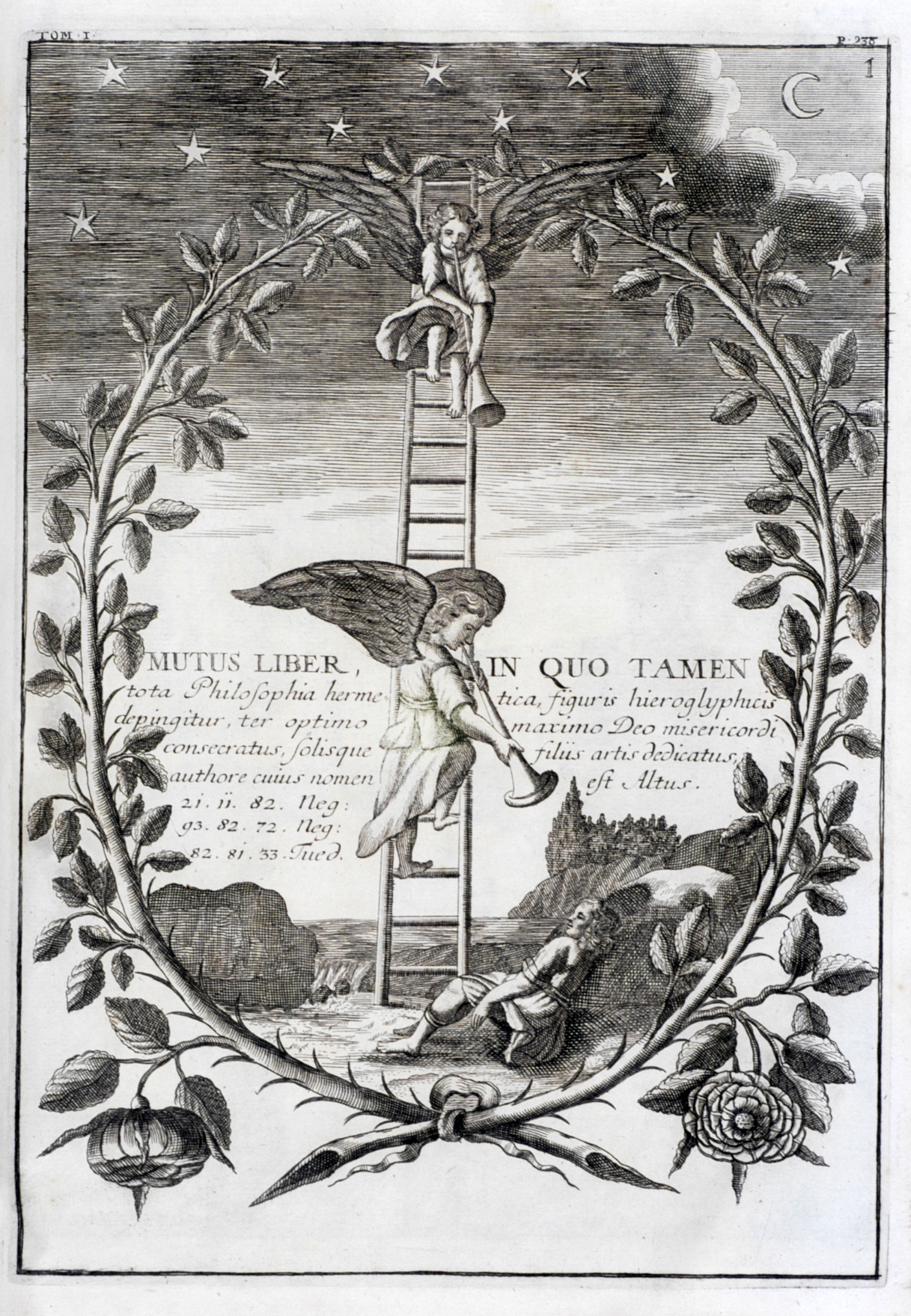
Grabado 1 del primer volumen
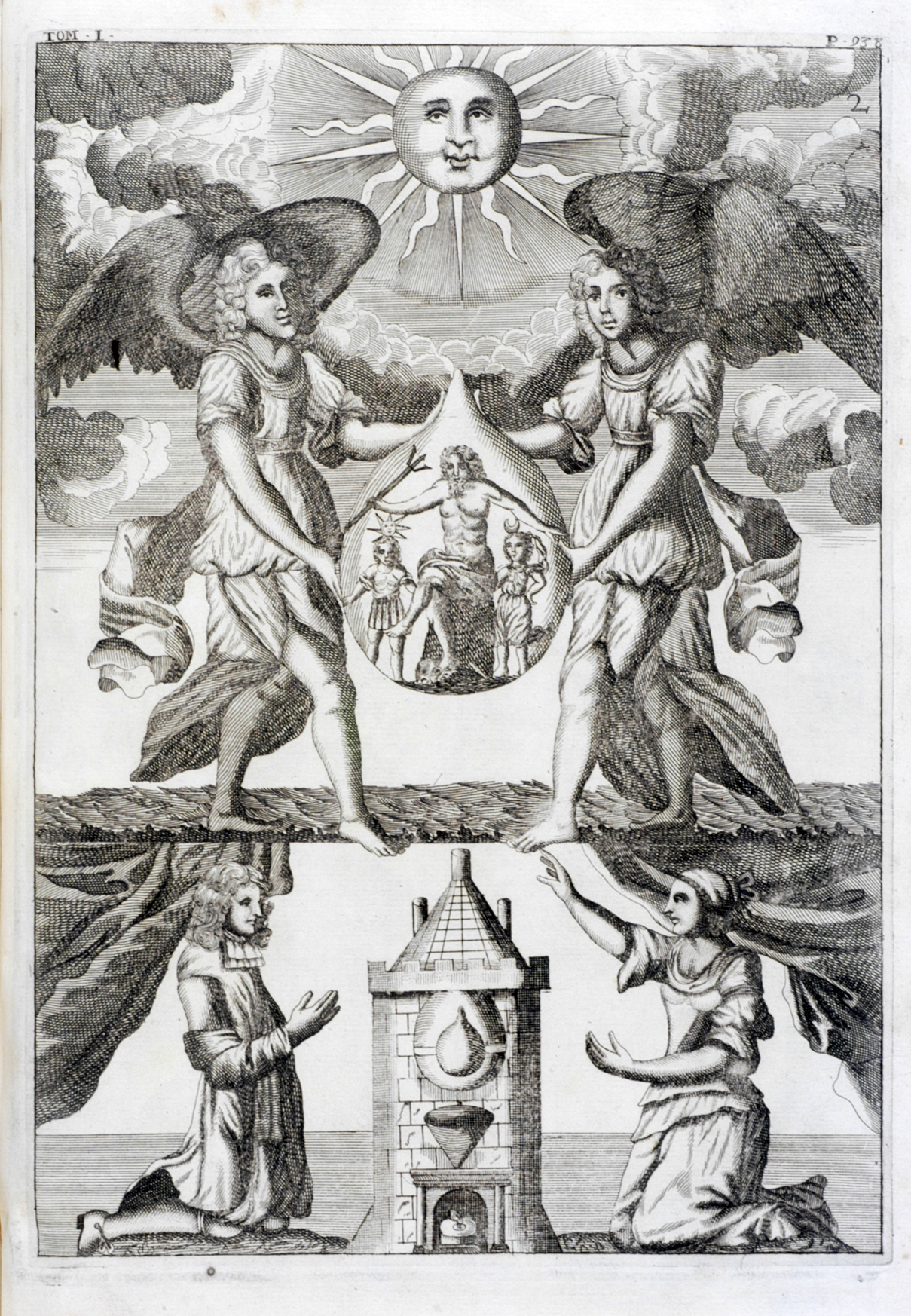
Grabado 2 del primer volumen
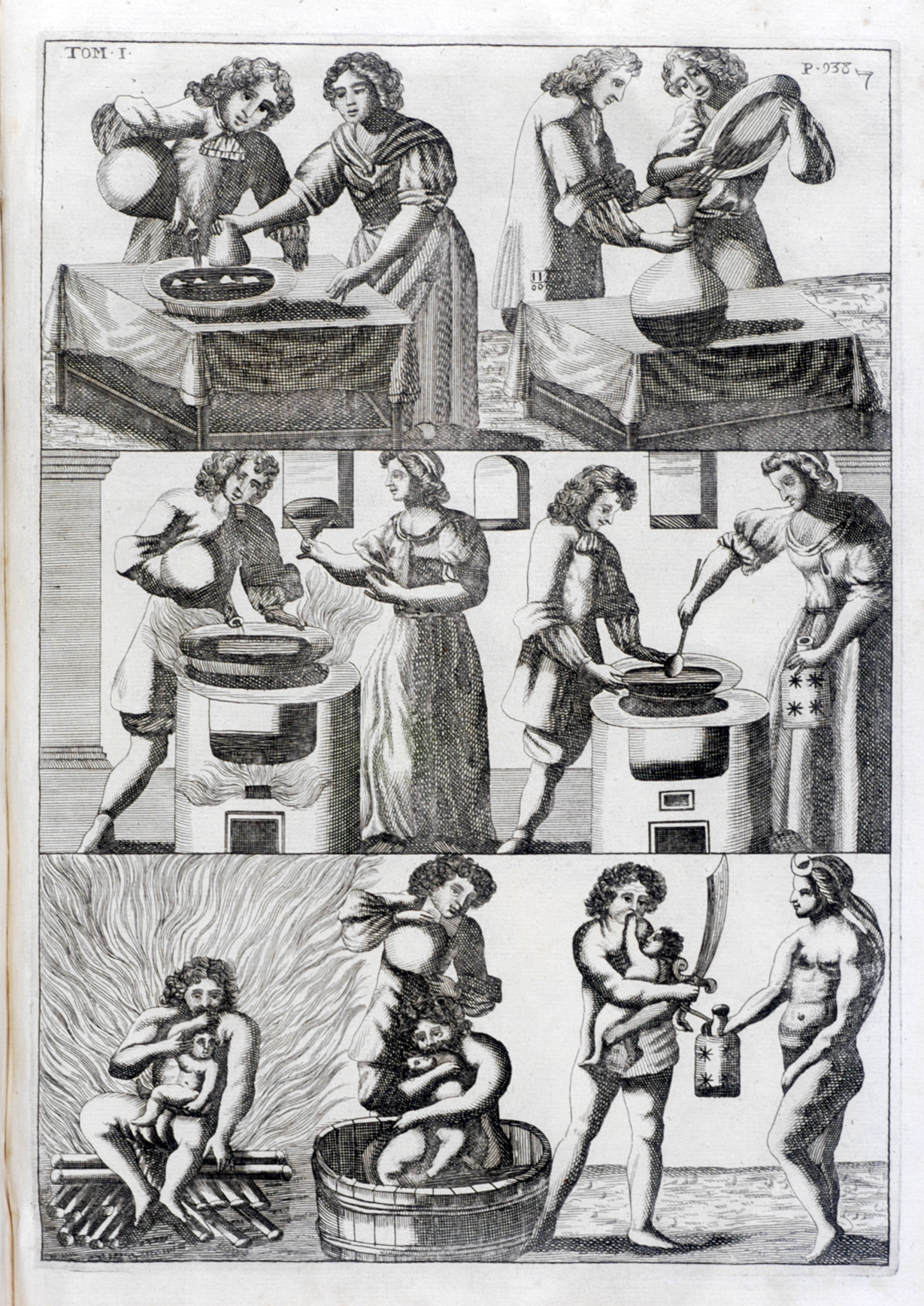
Grabado 7 del primer volumen
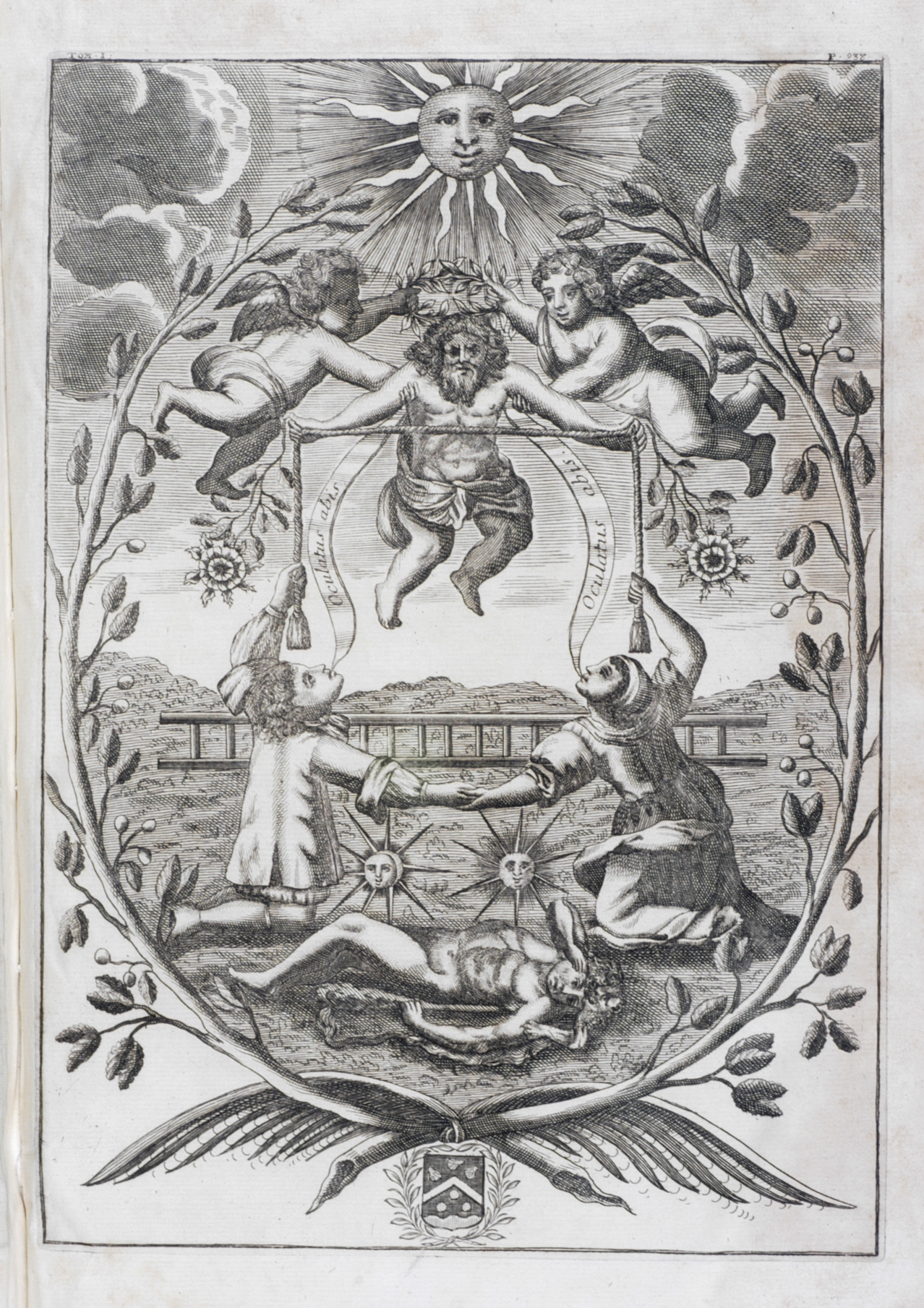
Grabado 15 del primer volumen, El cumplimiento de la Gran Obra, muestra al cuerpo glorioso elevándose en el cielo. La escala de los sabios ya ha sido recorrida y los ángeles sostienen sobre la cabeza del adepto victorioso la corona de los héroes y de los poetas. Sobre ellos, el Sol ilumina la escena de la irradiación de la sabiduría.
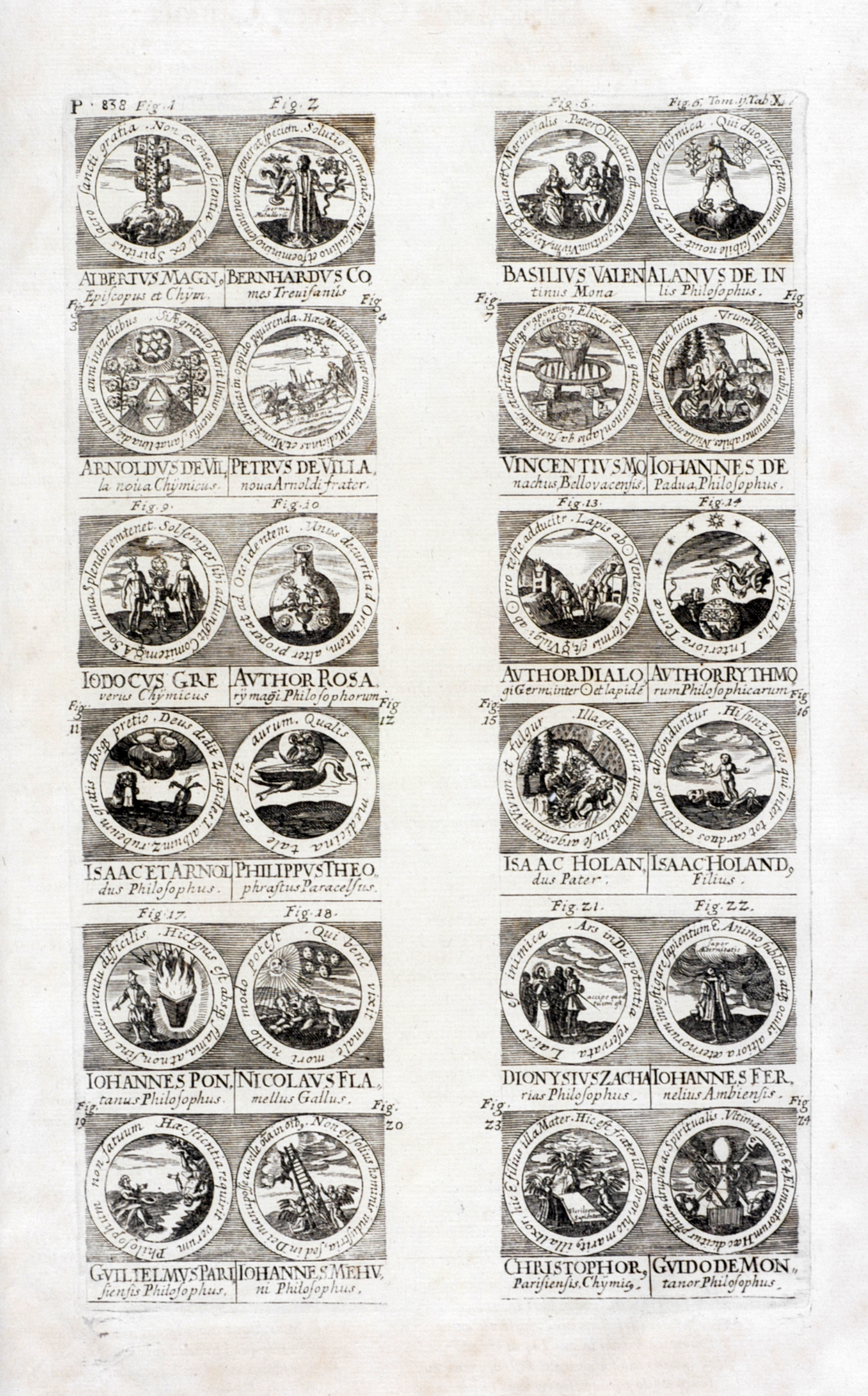
Página 898 del segundo volumen
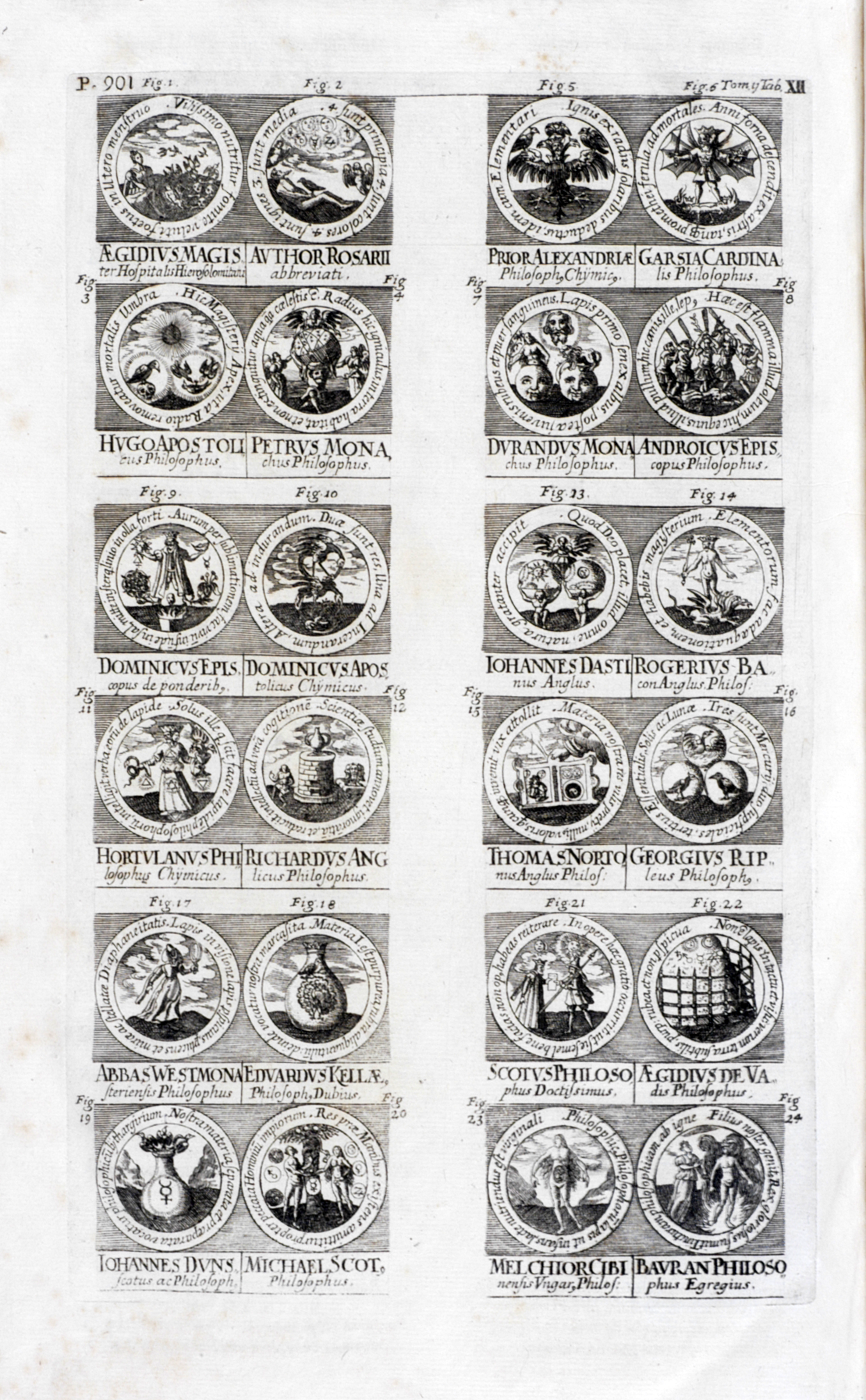
Página 901 del segundo volumen